# Gonatopus marattioides
Gonatopus marattioides är en kallaväxtart som först beskrevs av Albert Peter, och fick sitt nu gällande namn av Josef Bogner. Gonatopus marattioides ingår i släktet Gonatopus och familjen kallaväxter. IUCN kategoriserar arten globalt som starkt hotad. Inga underarter finns listade.